# Lindsay Sparkes
Lindsay Sparkes (* 8. Juni 1950 in North Vancouver) ist eine kanadische Curlerin und Olympiasiegerin. 
Ihr internationales Debüt hatte Sparkes bei der Weltmeisterschaft 1979 in Perth, wo sie die Bronzemedaille gewann. Bei der WM 1985 wurde sie im schwedischen Jönköping Curling-Weltmeisterin.
Sparkes spielte als Third der kanadischen Mannschaft bei den XV. Olympischen Winterspielen 1988 in Calgary im Curling. Die Mannschaft von Skip Linda Moore gewann die olympische Goldmedaille nach einem 7:5-Sieg im Finale gegen Schweden um Skip Elisabeth Högström. Da Curling damals noch eine Demonstrationssportart war, besitzt die Medaille keinen offiziellen Status.

## Erfolge
- 1. Platz Olympische Winterspiele 1988 (Demonstrationswettbewerb)
- Weltmeisterin 1985
- 3. Platz Weltmeisterschaft 1979